# Suckarnas bro
För andra betydelser, se Suckarnas bro (olika betydelser).

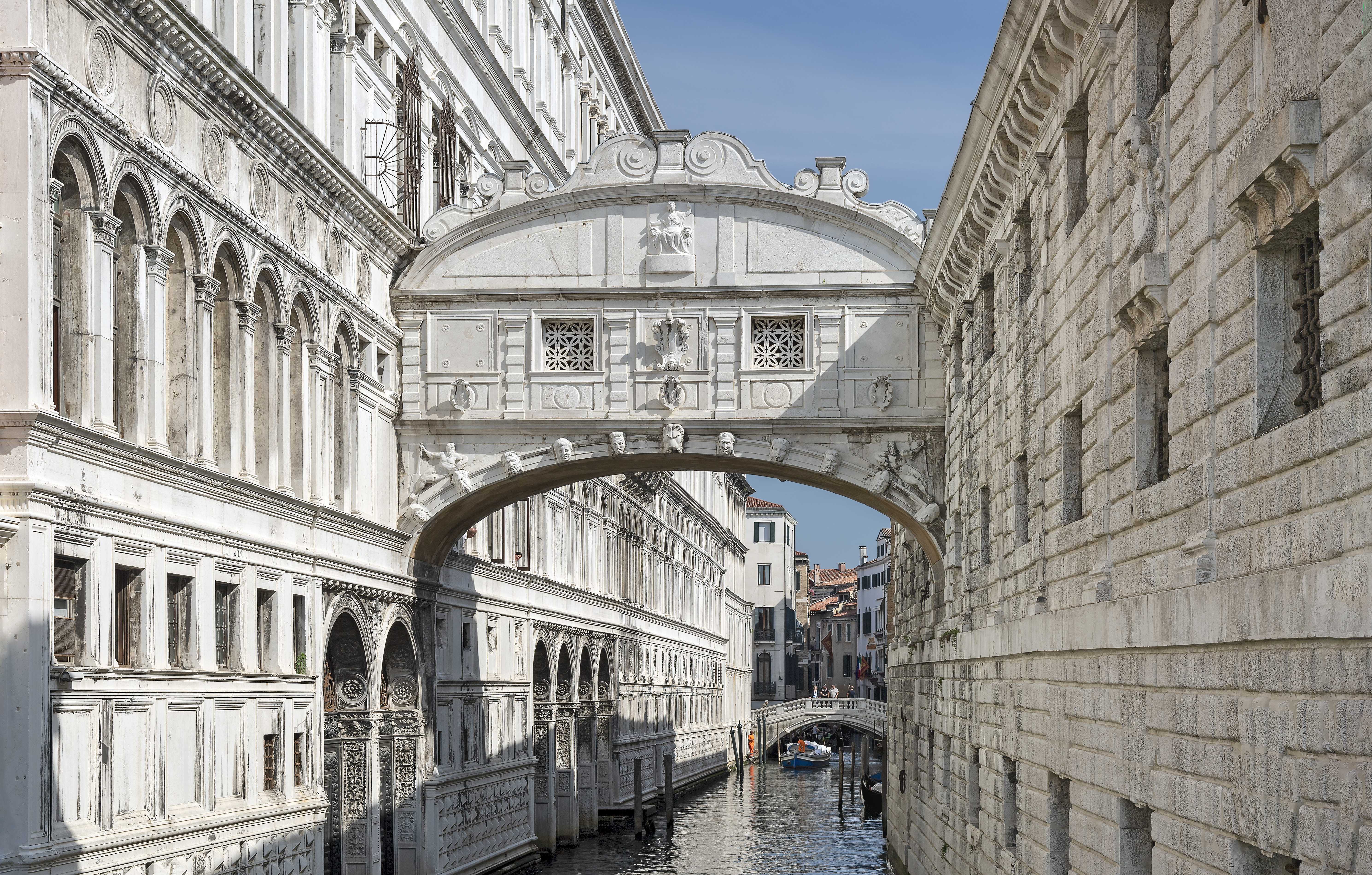
Suckarnas bro

Suckarnas bro (italienska: Ponte dei Sospiri) är en övertäckt gångbro i Venedig i Italien. Bron uppfördes mellan 1600 och 1603 och ledde från domstolen i Dogepalatset över kanalen Rio di Palazzo till det gamla fängelset, kallat Blykamrarna. Bron fick sitt namn i början av 1800-talet av Lord Byron som populariserade myten att de dömda fångarna skulle ha suckat djupt då de fördes över den tillbaka till sina celler då det var sista gången de skulle se dagsljus.